# Mitragyna speciosa
Mitragyna speciosa, synoniemen: Nauclea korthalsii Steud. nom. inval., Nauclea luzoniensis Blanco, Nauclea speciosa (Korth.) Miq., Stephegyne speciosa Korth. (kratom, ketum, kratum, korth, Thais: กระท่อม) is een tropische bladverliezende loofboom, die behoort tot de sterbladigenfamilie (Rubiaceae). Mitragyna speciosa groeit van oorsprong in Zuidoost-Azië, in Thailand, Maleisië, Indonesië en Vietnam. In deze regio worden de bladeren al eeuwenlang gebruikt voor medicinale doeleinden. De bladeren zijn psychoactief. Op de bladeren wordt gekauwd om de stemming te verbeteren en om gezondheidsproblemen te behandelen. Mitragyna speciosa komt van nature voor in Thailand, en is inmiddels legaal voor medicinaal gebruik.
Kratom reageert in hoge dosering als een μ-opioïde agonist zoals morfine en wordt gebruikt bij de behandeling van chronische pijn of als recreatief middel. Kratomgebruik wordt niet gedetecteerd door standaard drugstesten, maar de metabolieten kunnen worden gedetecteerd bij gespecialiseerd onderzoek. De farmacologische effecten van kratom op de mens, met inbegrip van haar werkzaamheid en veiligheid, zijn nog niet genoeg bekend. De meeste bijwerkingen van kratom worden mild geacht, hoewel er enkele op zich staande voorbeelden zijn van ernstige bijwerkingen zoals psychose, krampen, hallucinaties en verwardheid. Er is een geval bekend waarbij chronisch gebruik van Mytragyna speciosa geassocieerd werd met constipatie, evenals rapporten waarin vermeld staat dat de plant het potentieel draagt voor verslaving en kan leiden tot ontwenningsverschijnselen. Er zijn studies gerapporteerd met sterfgevallen waaruit is gebleken dat individuen kratom hebben gecombineerd met andere geneesmiddelen of stoffen, maar in elk van deze gevallen is kratom zelf niet geïdentificeerd als doodsoorzaak.

## Taxonomie en etymologie
Mitragyna speciosa werd voor het eerst formeel beschreven door de Nederlandse koloniale plantdeskundige Pieter Korthals. Het geslacht werd Mitragyna genoemd omdat Korthals bij het onderzoeken de vorm van een bisschopmijter herkende. Het is verwant aan de geslachten Corynanthe en Uncaria en deelt een soortgelijke biochemie.

## Beschrijving
Mitragyna speciosa-bomen groeien gewoonlijk tussen de 3 en 9 meter hoog en 4,5 meter breed, hoewel sommige soorten tot wel 30 meter hoog kunnen worden. De stam is recht en heeft vertakkingen.
Afhankelijk van het klimaat of groeiplaats is Mitragyna speciosa groenblijvend of bladverliezend. De tegenoverstaande bladeren zijn ovaal met tussen de 2 tot 4 centimeter lange bladstelen. De bladeren hebben een donkergroene kleur en kunnen tot 18 cm lang en 10 cm breed worden. De bladeren van M. speciosa zijn eirond en eindigen in een punt en zijn kleiner aan het einde van de twijg. De bladbasis is rond tot hartvormig.
De bloemen zijn overvol in een ronde bloeiwijze van 3 tot 5 cm en hebben de neiging om te groeien in groepen aan het einde van de takken. De bloemen zijn geel en rond. De kelkbuis is kort en komvormig met ronde kwabben. De kroonbuis is vijf mm lang met drie mm lange kwabben en tussenin glad en rond.

## Chemische samenstelling
Uit de M. speciosabladeren zijn meer dan 40 bestanddelen geïsoleerd. Daaronder zijn alkaloïden zoals mitragynine (lange tijd werd aangenomen dat dit het primair actieve bestanddeel is), mitraphilline en 7-hydroxymitragynine (op dit moment beschouwd als primair actieve stof in de plant) en mitragynine pseudoindoxyl. Overige actieve chemicaliën in de M. speciosa-plant zijn onder andere raubasine (beter bekend als Rauvolfia serpentina, reserpine) en yohimbe-alkaloïden, zoals corynantheidine.
Mitragyna speciosa bevat ten minste 1 alkaloïde (rhynchophylline), een calcium-antagonist die de NMDA-geïnduceerde conjunctie vermindert. De hoeveelheid mitragynine in de bladeren is sterk afhankelijk van verscheidene factoren die verschillen per groeiplaats. Wanneer de bomen in Zuidoost-Azië worden gekweekt zijn de mitragynineniveaus veel hoger dan die bij andere groeiplaatsen (ook in kassen). Het cultiveren van Kratombomen buiten Zuidoost-Azië levert zeer lage of verwaarloosbare mitragynineniveaus op.
Een analyse op basis van vloeibaar-chromatografie-elektrospray-ionisatie-massaspectrometrie(LC-ESI-MS) van op de markt gebrachte kratomproducten toonde mitragynine aanwezig op een niveau van 1-6% en 7-hydroxymitragynine op een niveau van 0,01-0,4%. De chemische structuur van mitragynines nemen de kern van de tryptamine op, deze zijn waarschijnlijk verantwoordelijk voor de moleculen die geabsorbeerd worden in de serotonine- en adrenergesystemen. Volgens sommige studies wordt in de mitragynine de fenolische methylether beschouwd als sterker te zijn in pijnstillende modellen.
De farmacokinetische eigenschappen van M. speciosa op mensen zijn nog niet goed onderzocht. Verschillende aspecten zoals de halfwaardetijd, eiwitbindende eigenschappen en andere eigenschappen zoals het elimineren of metaboliseren is niet bekend.

## Gebruik en veiligheid
Van oudsher wordt kratom in rauwe bladvorm gekauwd door vooral mensen in het zuiden van Thailand. Ook in de Zuidoost-Aziatische buurlanden van Thailand, waar kratom van nature groeit wordt kratom gebruikt. Omdat het gebruik van kratom als traditioneel wordt beschouwd, zijn er geen vooroordelen samenhangend met het gebruik van kratom of discriminatie tegen kratomgebruikers. Eeuwenlang is kratom in het zuiden van Thailand een onderdeel van de traditionele cultuur, culturele uitingen en in de landbouw. In het zuiden van Thailand beginnen kratomkauwers rond de leeftijd van 25 jaar, velen zullen voor de rest van hun leven doorgaan met het consumeren van kratom. Een vers blad weegt ongeveer 2 gram. Het gemiddelde aantal bladeren dat verbruikt wordt per dag is tussen de 10 en 60 bladeren, meer dan dit is veelvoorkomend. In sommige gebieden gebruikt meer dan 70% van de mannelijke bevolking kratom dagelijks.
In de traditionele Thaise geneeskunde wordt kratom als medicijn gebruikt tegen diarree, voor behandeling voor verslaving aan opiaten en soms voor het verlengen van de geslachtsgemeenschap.
Kratom en afgeleide middelen worden gebruikt als vervangers voor opium en voor het tegengaan van afkickverschijnselen van opium. Gegevens over frequentie en prevalentie van het gebruik ontbreken, omdat artsen er onbekend mee zijn en het gebruik ervan niet te zien is op gewone drugstesten. Kratom-metabolieten kunnen alleen gedetecteerd worden door gespecialiseerde massaspectrometrische testen. De frequentie van kratomgebruik lijkt toe te nemen bij individuen die op eigen initiatief, dus zonder voorgeschreven medicatie, opioïden gebruikten om chronische pijn te behandelen. Deze mensen blijven meestal kratom gebruiken. Tot en met 2011 is er geen officieel wetenschappelijk onderzoek uitgevoerd naar de effectiviteit en veiligheid van kratom in de behandeling tegen opiumverslaving.
Kratom gedraagt zich als een μ-opioïd-agonist, vergelijkbaar met opiaten zoals morfine, hoewel de effecten aanzienlijk verschillen met die van opiaten. Kratom schijnt geen aanzienlijke bijwerkingen te hebben en in het bijzonder niet de oorzaak te zijn van hypoventilatie wat typisch is voor andere opiaten. Dwangmatig gebruik is gerapporteerd onder drugsgebruikers die opioïden injecteren, en zij die opioïden gebruiken om pijn te behandelen zonder medisch advies. Bijwerkingen van chronisch kratom gebruik zijn onder andere verlies van eetlust, gewichtsverlies, constipatie en het donker worden van huid op het gezicht. Ontwenningsverschijnselen zijn prikkelbaarheid, een loopneus en diarree.
Ontwenning is over het algemeen van korte duur en mild en kan effectief behandeld worden met dihydrocodeïne en lofexidine. Er zijn drie sterfgevallen bekend, waarbij kratom in het lichaam werd aangetroffen. In al deze gevallen waren er meerdere drugs in het lichaam aangetroffen. Slechts in een van de gevallen werd gespeculeerd dat kratom mogelijk de doodsoorzaak zou zijn. Meerdere sterfgevallen in Zweden kwamen voort uit het gebruik van een product waarvan in eerste instantie verondersteld werd dat het uitsluitend bestond uit kratom, namelijk ‘krypton kratom’. Later bleek die te bestaan uit O-desmethyltramadol, de actieve metaboliet van het medicijn tramadol. In 1975 verscheen er een geïsoleerd rapport met ernstige bijwerkingen zoals psychosen, stuiptrekkingen, hallucinaties en verwardheid onder vijf individuen die kratom gedurende 10-35 jaar dagelijks hadden gebruikt.

## Regulering
Kratom wordt in meerdere landen in toenemende mate onderworpen aan regelgeving en sancties hoewel de negatieve gezondheids- of sociale gevolgen van kratomgebruik onvoldoende zijn gestaafd. Het Transnational Institute (TNI) in Amsterdam betoogde dat de strafbaarstelling van kratom ongegrond is en gebaseerd op economische controle en desinformatie. De criminalisering zoals de uitroeiingscampagne in Thailand belemmert wetenschappelijk onderzoek naar geneeskrachtige voordelen. Het TNI heeft geconcludeerd dat het strafbaar stellen van kratom onnodig en tegenstrijdig is. Daarnaast hebben ze standrechtelijk aanbevolen om de strafbaarheid van kratom niet verder uit te breiden of volledig te ontnemen. Het bewijs van de voordelen van kratom, vooral bij de behandeling van drugs- en alcoholverslaving moet dienen als een belangrijk punt van overweging.

### Thailand
Verbod
Het in bezit hebben van kratombladeren is legaal in Thailand sinds 2020.
Voorgestelde decriminalisering
In 2010 stelde de "Thai Office of the Narcotics Control Board" (ONCB) voor om kratom te decriminaliseren en bevestigde het gebruik ervan als een integraal onderdeel van de Thaise cultuur. De ONCB concludeerde dat na decennia van probleemloos gebruik en een afwezigheid van gezondheid en maatschappelijke schade een verbod op het blad onnodig en contraproductief is. Volgens het rapport werd kratom verboden om economische redenen en niet voor gezondheid of sociale problemen. Een fragment uit een boek geschreven door Cassandra Hoffman:
In Thailand, kratom was first scheduled for control in 1943 under the Kratom Act. At the time, the government was levying taxes from users and shops involved in the opium trade. Because of the increasing opium costs, many users were switching to kratom to manage their withdrawal symptoms. However, the launch of the Greater East Asia War in 1942 and declining revenues from the opium trade pushed the Thai government into action to curb and suppress competition in the opium market by making kratom illegal.
Met ingang van 2 oktober 2013 adviseerde de Thaise ministerie van justitie voor om kratom te verwijderen van de lijst van verdovende middelen met betrekking tot Categorie 5 van het drugsbeleid van 1979. Hierbij werd aanbevolen kratom op andere manieren te reguleren vanwege de effecten die het heeft op het zenuwstelsel. Deze aanbeveling werd voorgesteld aan de ministerie van volksgezondheid, die verder zou bepalen of kratom van de lijst zou kunnen worden verwijderd.
December 2020 werd Kratom toegestaan voor medicinaal gebruik in Thailand. De regering is voornemens Kratom volledig te legaliseren in 2021.

### Maleisië
Het gebruik van kratom (lokaal bekend als ‘ketum’, letterlijk vertaald: ‘Goblin’) is verboden in Maleisië onder sectie 30 (3) wetgeving giftige stoffen1952. De gebruiker kan worden bestraft met een maximale boete van MYR 10.000 (€ 2.500) of een gevangenisstraf tot 4 jaar. Bepaalde partijen hebben bij de regering van Maleisië aangedrongen het gebruik van kratom te plaatsen onder de wet gevaarlijke drugs in plaats van de wet giftige stoffen wat tot zwaardere boetes kan leidden.

### Nederland
Toegestaan.

### Verenigde Staten
Kratom wordt niet gereguleerd door de Amerikaanse federale overheid. De Drug Enforcement Administration (DEA) heeft kratom op de lijst “Drugs and Chemicals of Concern". Op 28 februari 2014 kondigde de FDA (Food and Drug Administration) een import alert aan voor kratom. Kratom ladingen van verschillende leveranciers moesten in beslag genomen worden omdat er geen bewijs is dat kratom geen gevaar is voor de volksgezondheid.
In 2012 was de staat Indiana de eerste om bepaalde chemicaliën in kratom te verbieden. Dit was een reactie op de stijging van het gebruik van synthetische drugs in Indiana. In het wetsvoorstel werden de twee actieve alkaloïden, mitragynine en 7-Hydroxymitragynine, toegevoegd aan de lijst met gereguleerde stoffen van de staat. Kratom is echter niet synthetisch en werd ook niet specifiek geadresseerd door het wetsvoorstel. Hierdoor is kratom niet op de lijst verboden planten komen te staan, en is daarom nog steeds legaal in Indiana.
Wetgevers in de staat Iowa hebben M. speciosa geclassificeerd als een synthetische cannabinoïde toen een wetsvoorstel werd voorgesteld die bijna alle gereguleerde stoffen in hun staat herindeelt. De wetgevers stelden ook een leeftijdslimiet van 18 jaar voor om kratom legaal te kopen, te bezitten en te gebruiken. Overtreders riskeren een boete van $500 of een gevangenisstraf tot zes maanden, of beide. Een vertegenwoordiger van de staat Massachusetts, steunde in 2011 een wetsvoorstel die enkele bestanddelen van M. speciosa op een lijst van gereguleerde stoffen zou plaatsen in de staat Massachusetts.